# Asterocampa clyton
Asterocampa clyton es una especie de lepidóptero de la familia Nymphalidae. Es originaria de Norteamérica desde el medio este de Canadá hasta el norte de México.

## Descripción
La parte superior es en su mayoría de color marrón oscuro. El ala anterior es de un color naranja-marrón con manchas de color amarillo anaranjado. La parte inferior es principalmente gris-marrón, con las alas anteriores con algunas marcas de color amarillo y negro pálido. Tiene una envergadura de 5 a 7 cm.

## Hábitat
Esta mariposa puede ser vista en pleno vuelo cerca de las casas, caminos de grava, cerca del agua, lugares fangosos, jardines y bosques. Sus plantas nutricias pertenecen al género Celtis. El adulto se alimenta de carroña, la savia de la planta , y el estiércol  y rara vez  de las flores.

## Orugas
La hembra pone masas de huevos de color verde. La larva es de color verde con rayas amarillas, blancas o verdosas.

## Galería

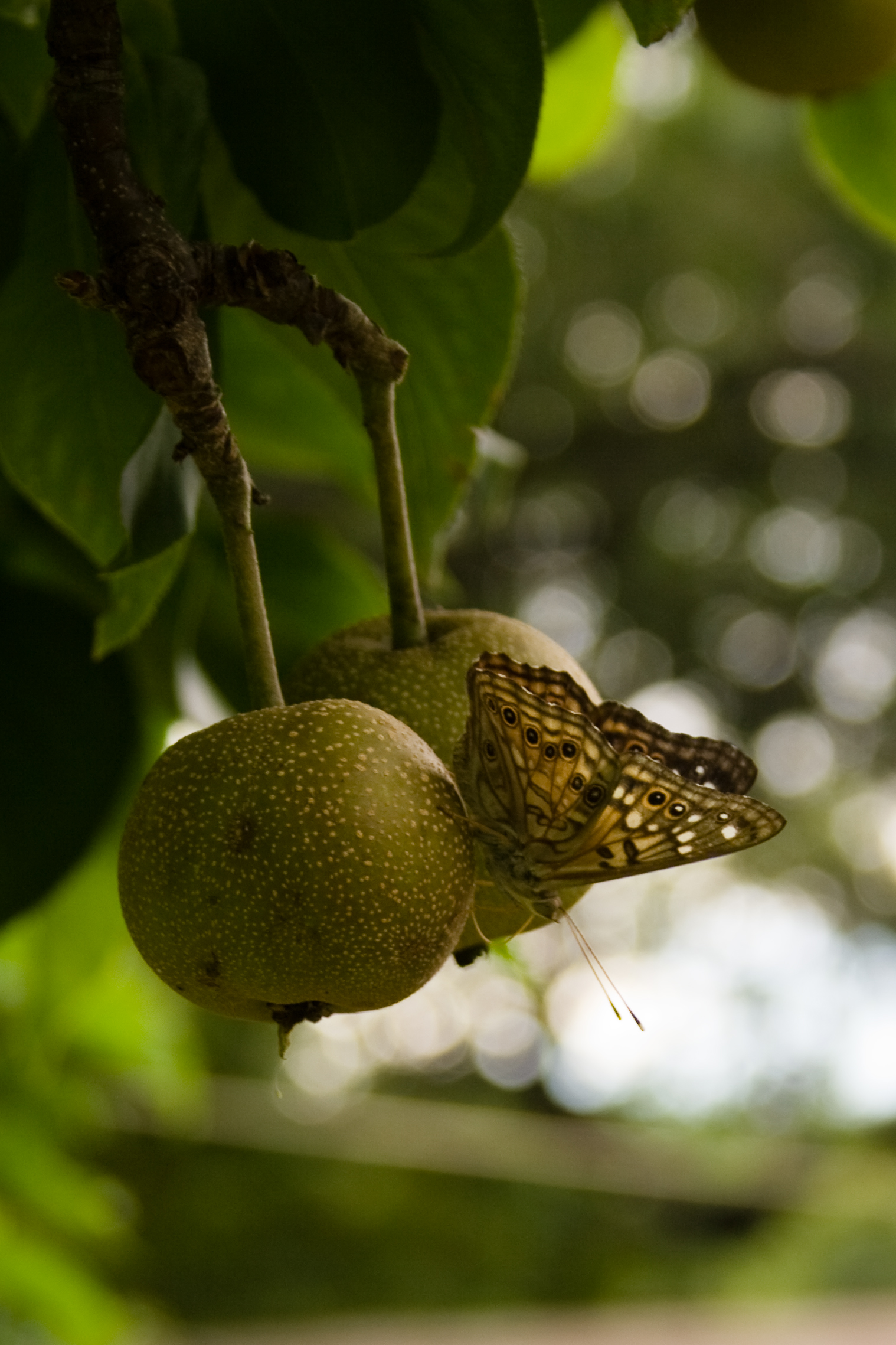
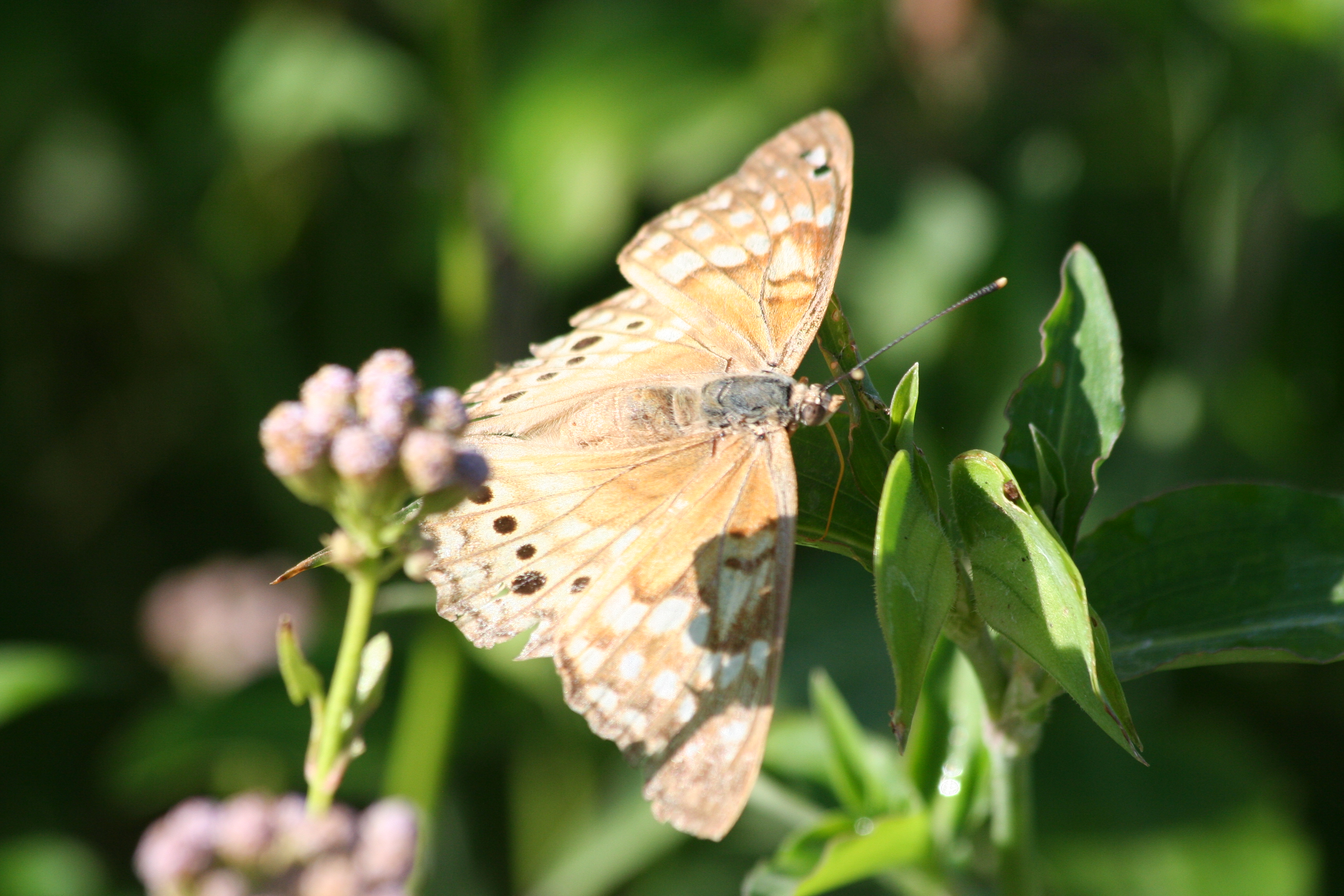
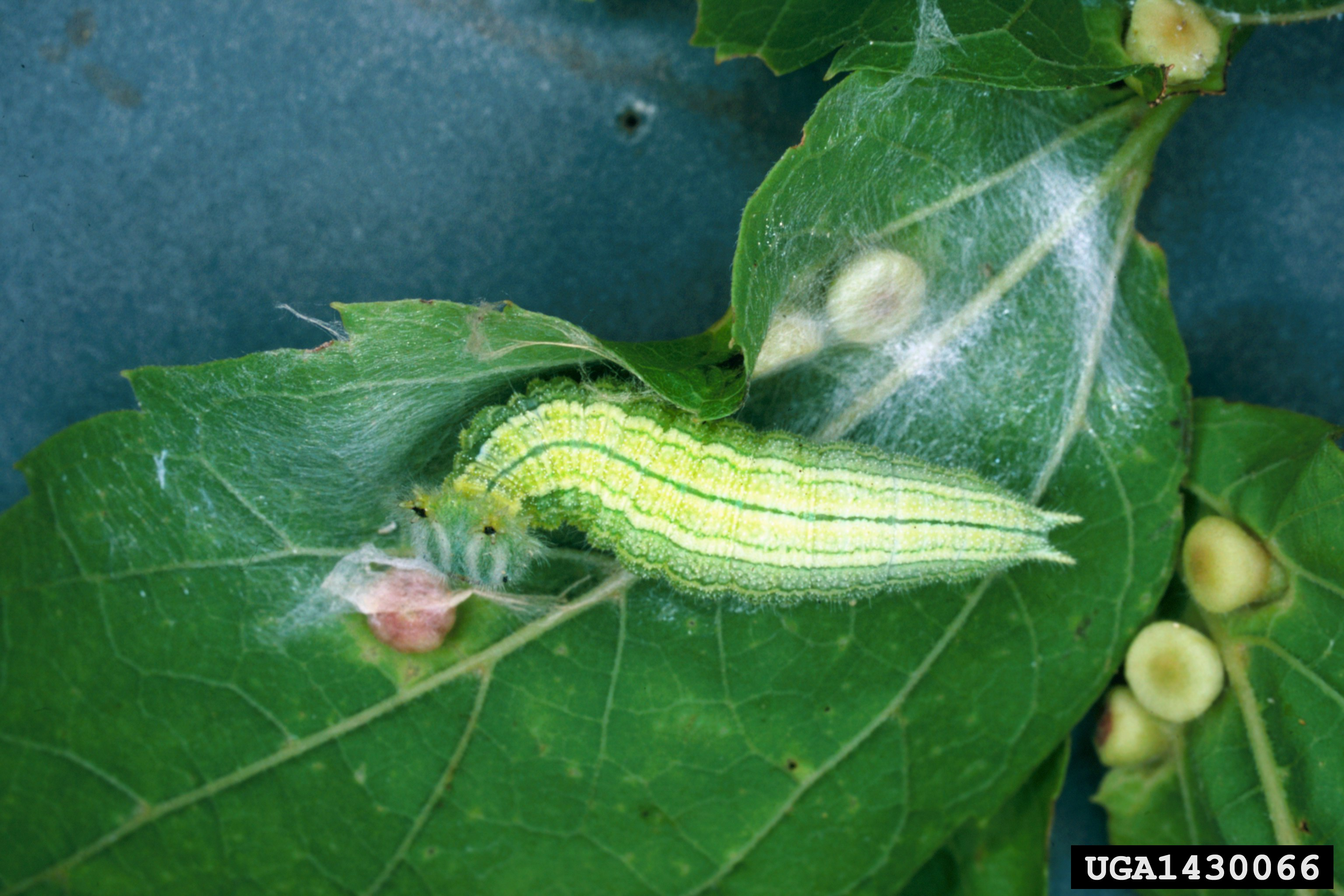